# Lepturidium
Lepturidium Hitchc.& Ekman é um género botânico pertencente à família Poaceae.